# Индийская всеобщая забастовка 2020 года
Индийская всеобщая забастовка 2020 года — общенациональная однодневная забастовка, организованная индийскими профсоюзами 26 ноября 2020 года. Требования трудящихся Индии были удовлетворены правительством. Стачку поддержали десять национальных профсоюзов, левые партии Индии и Индийский национальный конгресс. По мнению Сурья Канты Мишра, руководителя западнобегальского отделения Коммунистической партии Индии (марксистской), стачка побила многие исторические рекорды. Журнал Jacobin считает эту всеобщую стачку самой крупной в истории по количеству участников. Рабочие информационные ресурсы много писали об этой стачке, однако проправительственные газеты Индии замалчивали её значение.
Индийские рабочие выступили против нового закона, регулирующего трудовые отношения, ряда законов, касающихся социального обеспечения, техники безопасности на производстве, условий труда. Эти законы были приняты обеими палатами буржуазного парламента Индии.
Бастующих рабочих Индии поддержали крестьянские организации. Например, Координационный совет Кисан Санграш заявил о своей солидарности со стачечниками.
В стачке приняло участие около 250 миллионов рабочих, 25 % трудящихся Индии.

## Предыстория стачки
В марте 2020 года правительство Моди из-за пандемии COVID-19 ввело ограничения на протесты.
16 ноября 2020 года состоялось собрание Соединённой платформы центральных профсоюзов Индии и Отраслевых независимых федераций и ассоциаций. Профсоюзы одобрили энтузиазм трудящихся, которые выступали в поддержку кампании за всеобщую забастовку.
В совещании участвовали Индийский национальный конгресс профсоюзов, Всеобщий Индийский конгресс профсоюзов, Хинд Маздур Сабха, Центральный комитет Индийских профсоюзов, Всеобщий Индийский профсоюзный центр, Координационный профсоюзный комитет, Ассоциация самозанятых женщин, Всеобщий Индийский комитет профсоюзов, Прогрессивная федерация труда, Объединённый конгресс профсоюзов.
Собрания устраивались на уровне штатов, районов, местных отделений профсоюзов, отраслей. Среди трудящихся распространялись листовки, призывающие рабочий класс к борьбе с реакционным буржуазным правительством. Были напечатаны постеры с призывами к всеобщей стачке.
Отраслевые независимые федерации и ассоциации разослали уведомления о стачке работникам большинства государственных предприятий.
Призыв к стачке был поддержан молодежью, трудовым крестьянством, прогрессивными представителями интеллигенции. Совещание рабочих организаций получило поддержу от Всеобщего Индийского координационного комитета Кисан Сангхарш, представляющего интересы трудового крестьянства.
Объединенная платформа Отраслевых независимых федераций повторно уведомила о своей поддержке готовящегося марша крестьян на Нью-Дели.
Федерация энергетиков Индии заявила, что присоединится к всеобщей стачке. Требования этой организации касались остановки широкомасштабной приватизации.

## Требования стачечников
Профсоюзные организации Индии выдвинули, как минимум, семь требований:
1. Выплата 7500 рупий всем семьям, доход которых ниже прожиточного минимума.
2. Выдача 10 кг зерна всем нуждающимся ежемесячно.
3. Отмена антирабочих законов и остановка реформы сельского хозяйства[4].
4. Остановка приватизации госсектора экономики, прекращение преобразования государственных унитарных предприятий (железнодорожные учреждения, военно-промышленный комплекс, портовая инфраструктура) в акционерные общества.
5. Упразднение действующего страхового законодательства.
6. Возвращение старого пенсионного законодельства. Выплата пенсии всем категориям трудящихся.
7. Ликвидация безработицы в сельскохозяйственных районах Индии.

## Ход стачки
В стачке участвовали как рабочие, занятые в частном секторе, так и рабочие государственных предприятий. Стачка охватила главным образом штаты Керала, Пондичерри, Одиша, Асса, Телингана. В других районах страны тоже остановилась повседневная жизнь. В Тамилнаде забастовка охватила 13 районов. В Пенджабе и Харьяне перестали ходить автобусы, поскольку их водители присоединились к стачке утром. В Джаркханде и Чхаттисгархе забастовка имела поддержку всех рабочих.
К стачке присоединились портовые рабочие, рабочие сталелитейных заводов, работники транспортной сферы, телекоммуникационных сервисов, банковские служащие, угольщики и другие шахтёры, работники газовой и нефтяной промышленности. Забастовку поддержала значительная часть рабочих госсектора. Железнодорожники, работники правительственных учреждений, почтовых и телеграфных агентств организовали массовую демонстрацию солидарности со стачечниками. К забастовке присоединились повара, работники здравоохранения.
В штате Махараштра бастовало 5 миллионов рабочих. К стачке присоединились железнодорожные рабочие, банковские служащие, работники портов, сельских детских садов, различных частных компаний. К стачечникам присоединились и рабочие, не имеющие своей отраслевой организации. Забастовку поддержали рабочие, рубящие сахарный тростник. Стачка была поддержана также работниками, занятыми в сфере недвижимости. Рабочие в племенных районах вышли на демонстрацию перед различными техсилами и зданиями налоговой службы. Такие организации, как Джан Андоланачи Сангхарша Самити принимали активное участие в стачке в Пуне, Сатаре, Райгаде, Нандере и Амравати.
В Ассаме забастовали фабрично-заводские рабочие, рабочие нефтеперерабатывающего сектора, банковские служащие. Рабочие Ассама устроили демонстрации в чайных садах Джорхат, Джогибхета, Хиндубари, Мономои, и Дамаянти. Было сожжено чучело премьер-министра Моди. Пикетирование началось ранним утром на нефтеперерабатывающих заводах Дигбои, Гувахати, Индиа-Карбен, Ассам-Карбен, Ассам-Асбестос. Район Нунмати, в котором проживает свыше 3 000 рабочих, присоединился к забастовке.
Забастовка полностью охватила сферу страхования, банковскую сферу, Салемский сталелитейный завод компании Bharat Heavy Electricals Limited, компанию Bharat Sanchar Nigam Limited, порт Туткуди. 50 000 стачечников было арестовано. В забастовке активное участие принимали женщины.
Рабочие крупнейших портов Индии забастовали. Исключением стал только порт Ченнаи. Портовые рабочие выступали против нового закона, регулирующего трудовые отношения в портах, новой стивидорной политики и новой пенсионной политики реакционного правительства Моди.
98 % рабочих Салемского металлургического завода приняли участие в стачке, поскольку требовали отмены плана приватизации, принятого союзным правительством.
Стачка охватила штаты Андхра-Прадеш и Телингана. В Телингане повсеместно бастовали все работники государственного сектора, включая такие крупные компании, как Bharat Electronics Limited, Bharat Dynamics, Electronics Corporation of India, Defence Research and Development Laboratory, Bharat Petroleum Corporation, Indian Oil Corporation и Hindustan Petroleum Corporation. Рабочие Хайдарабада прекратили работу. К стачке присоединились рабочие районов Патанчеру, Черлапалли, Медчал и Сангареди. Рабочие этих четырёх районов Хайдарабада присоединились к демонстрации.
Свыше 40 000 рабочих угольной компании Singareni Collieries Company в Катхагундеме, Беллампали и Рамагундам присоединились к стачке. В области строительной отрасли 250 000 грузчиков и около 300 000 изготовителей биди присоединились к всеобщей забастовке.
В штате Андхра-Прадеш в этот период времени шли проливные дожди, однако плохая погода не помешала бастующим. Энергоблоки в Вишакхапатнаме металлургический и кораблестроительный заводы, Bharat Heavy Electronics Limited, Hindustan Petroleum Corporation Ltd, порт Вишакхпатнама, Indian Oil Corporation, Dredging Corporation of India, National Thermal Power Corporation, Bharat Petroleum Corporation Limited и Bharat Sanchar Nigam Limited были полностью охвачены стачкой, исключая те подразделения этих компаний, которые работали для самых необходимых целей. Свыше 90 % рабочих Кришнапатнамского порта в Неллоре остановили работу предприятия.
Сотни тысяч трудящихся вышли на демонстрацию в Бихаре. Работники банковской сферы, сферы страхования, образования и другие работники госучреждений вышли на улицу. 5 127 отделений прекратили работу из-за стачки. Работники банковской сферы требовали прекращения приватизации, устроенной реакционном буржуазным кабинетом Моди. трудящие массы Индии перекрыли национальный и региональные магистрали в Бегусараи, Джеханабаде, Музаффарпуре, Гайе, Патне, Бхагалпуре, Мадхубани, Ваишали, Бходжпуре, Сиване, Самастипуре.
15 000 000 рабочих присоединились к национальной забастовке в Керале. Рабочие устроили стачку, чтобы помешать кабинету Моди ввести 12-часовой рабочий день. Правительство Моди запретило собирать массовые митинги из-за эпидемии COVID-19.
Стачка рабочих охватила и города, находящиеся рядом с Дели. Рабочие Ноиды прошли маршем через восьмой и второй сектора, ботанический сад, чулочную фабрику, через 3-ю эко-зону. Однако стачечники мирно разошлись из-за антиковидных ограничений реакционного правительства Моди. Гангешвар Датт Шарма, секретарь Индийского центра профсоюзов заявил, что фабрично-заводские рабочие борются против ограбления трудящихся и эксплуатации. По его словам, минимальная зарплата фабрично-заводских рабочих равняется 8 000 рупий. Шарма заявил, что рабочие настроены против приватизации госсектора экономики, поскольку приватизация сделает многих трудящихся безработными. В столице прошли демонстрации рабочих в Вазипурском и Нареалском промышленных районах.
В Западной Бенгалии к стачке присоединилось 90% рабочих федеральных предприятий и около 60—70% работников предприятий штата. К стачке присоединились работники джутовой, чайной, металлургической отраслей западнобенгальской промышленности. Стачка также охватила и порт Калькутты. 70% транспорта было парализовано в Калькутте. На железных дорогах были замечены пикетирующие рабочие. В Думдуме и Гарии были стычки с индийской полицией. Реакционные силы пытались подорвать единство рабочего класса Индии. Против стачки высказалась националистическая партия "Триманульский конгресс".
В силу жёстких коронавирусных ограничений стачка имела слабый отклик в штате Мадхья-Прадеш. Из 52 округов штата лишь 25—30 поддержали забастовку, включая такие округа, как Бхопал, Сагар, Джабалпур, Дхар, Дамох. Реакционному буржуазному правительству Моди удалось задержать марш трудового крестьянства этого штата. Крестьянский марш на Дели был остановлен.
Забастовка охватила банковскую сферу и угольную промышленность Синграули, Ануппура, Шахдола, Умарии, Баитула и Чхиндвары, цементные заводы округов Рева и Сатна. На заводах в этих округах рабочие либо не явились вовсе, либо проработали полдня.
Профсоюзы заявили, что частные автобусы и грузовики в 20 округах Мадхья-Прадеша до 12 часов ночи не работали.
Различные промышленные предприятия особых экономических зон, включая говиндпурский промышленный район, Мандидип, Маланпур и Питхамура и предприятия Джалабара, выпускающие продукцию для минобороны Индии, приостановили свою работу на полдня, чтобы поддержать стачечников.
Широкую поддержку среди трудящихся масс Джамму и Кашмира получил призыв десяти профсоюзов к всеобщей стачке. Сотни рабочих собрались у пресс-клубов Джамму и Кашмира.